# Туруново (Канаський район)
Туруно́во (рос. Туруново, чув. Мăнçурт) — присілок у складі Канаського району Чувашії, Росія. Входить до складу Байгільдінського сільського поселення.
Населення — 658 осіб (2010; 702 у 2002).
Національний склад:
- чуваші — 98 %